# Vladimíra Uhlířová
Vladimíra Uhlířová (* 4. Mai 1978 in České Budějovice, damals ČSSR) ist eine ehemalige tschechische Tennisspielerin.

## Karriere
Uhlířová, die laut ITF-Profil Sandplätze bevorzugte, begann im Alter von sieben Jahren mit dem Tennissport und wurde im August 2002 Profi.
Sie gewann im Doppel fünf WTA-Turniere und 17 ITF-Turniere. Ihre höchste Notierung in der Doppelweltrangliste erreichte sie im Oktober 2007 mit Platz 18. Im selben Jahr stand sie zusammen mit Ágnes Szávay aus Ungarn im Halbfinale der US Open. Es sollte ihr bestes Abschneiden bei einem Grand-Slam-Turnier bleiben.
Nach einer längeren Pause nach den Wimbledon Championships 2013 kehrte sie zur europäischen Sandplatzsaison auf die Tour zurück. Uhlířová, die ab Februar 2013 nur noch im Doppel antrat, musste 2014 in Madrid, Rom und Straßburg durchweg Erstrundenniederlagen hinnehmen. Ebenso erging es ihr bei den French Open. Danach ist sie nur noch ein einziges Mal angetreten, und zwar 2015 bei den French Open, wo sie an der Seite von Elena Bogdan in der ersten Runde ausschied.

## Turniersiege

### Doppel
| Nr. | Datum              | Turnier           | Kategorie         | Belag             | Partnerin             | Finalgegnerinnen                         | Ergebnis         |
| --- | ------------------ | ----------------- | ----------------- | ----------------- | --------------------- | ---------------------------------------- | ---------------- |
| 1.  | 11. Januar 2003    | Tallahassee       | ITF $10.000       | Hartplatz         | Petra Rampre          | Arpi Kojian Antonia Matic                | 6:2, 7:6         |
| 2.  | 22. März 2003      | Kairo             | ITF $10.000       | Sand              | Daniela Bercek        | Borka Majstorović Frederica Piedade      | kampflos         |
| 3.  | 12. April 2003     | Antalya           | ITF $10.000       | Sand              | Zuzana Cerná          | Daniela Klemenschits Sandra Klemenschits | 6:3, 6:2         |
| 4.  | 14. Februar 2004   | Albufeira         | ITF $10.000       | Hartplatz         | Zuzana Cerná          | Kildine Chevalier Frederica Piedade      | 6:7, 6:4, 7:5    |
| 5.  | 4. April 2004      | Patras            | ITF $10.000       | Hartplatz         | Martina Müller        | Chantal Coombs Emily Webley-Smith        | 7:6, 6:3         |
| 6.  | 5. Juni 2004       | Galatina          | ITF $25.000       | Sand              | Giulia Casoni         | Nadeschda Ostrowskaja Kathrin Wörle      | 6:4, 6:0         |
| 7.  | 20. November 2004  | Tucson            | ITF $50.000       | Hartplatz         | Līga Dekmeijere       | Krystina Marcio Jessica Nguyen           | 6:4, 6:4         |
| 8.  | 15. Januar 2005    | Tampa             | ITF $10.000       | Hartplatz         | Julie Ditty           | Cory-Ann Avants Kristen Schlukebir       | 6:1, 6:2         |
| 9.  | 22. Januar 2005    | Miami             | ITF $10.000       | Hartplatz         | Julie Ditty           | Melanie Marois Sarah Riske               | 6:3, 2:6, 7:6    |
| 10. | 5. Februar 2005    | Rockford          | ITF $25.000       | Hartplatz (Halle) | Julie Ditty           | Joana Corez Swetlana Kriwentschewa       | 3:6, 7:5, 7:5    |
| 11. | 10. Juni 2005      | Zagreb            | ITF $75.000       | Sand              | Lucie Hradecká        | Daniela Klemenschits Sandra Klemenschits | 6:2, 6:2         |
| 12. | 10. September 2005 | Denain            | ITF $75.000       | Sand              | Lucie Hradecká        | Zsófia Gubacsi Marija Korytzewa          | 6:0, 7:5         |
| 13. | 21. Januar 2006    | Fort Walton Beach | ITF $25.000       | Hartplatz         | Maureen Drake         | Zuzana Kucová Chanelle Scheepers         | 2:6, 6:4, 7:5    |
| 14. | 3. Februar 2006    | Ortisei           | ITF $75.000       | Teppich (Halle)   | Lucie Hradecká        | Tazzjana Putschak Nastassja Jakimawa     | 6:4, 6:2         |
| 15. | 28. April 2007     | Budapest          | WTA Tier III      | Sand              | Ágnes Szávay          | Martina Müller Gabriela Navrátilová      | 7:5, 6:2         |
| 16. | 13. April 2008     | Amelia Island     | WTA Tier II       | Sand              | Bethanie Mattek-Sands | Wiktoryja Asaranka Jelena Wesnina        | 6:3, 6:1         |
| 17. | 25. Juli 2009      | Portorož          | WTA International | Hartplatz         | Julia Görges          | Camille Pin Klára Zakopalová             | 6:4, 6:2         |
| 18. | 14. August 2009    | Trnava            | ITF $25.000       | Sand              | Sandra Klemenschits   | Michaela Paštiková Darina Šedenková      | 6:4, 6:2         |
| 19. | 11. September 2009 | Biella            | ITF $100.000      | Sand              | Sandra Klemenschits   | Darja Kustawa Renata Voráčová            | 4:6, 6:3 [10:6]  |
| 20. | 24. Juli 2010      | Portorož          | WTA International | Hartplatz         | Marija Kondratjewa    | Anna Tschakwetadse Marina Eraković       | 6:4, 2:6, [10:7] |
| 21. | 18. März 2011      | Nassau            | ITF $100.000      | Hartplatz         | Natalie Grandin       | Raquel Kops-Jones Abigail Spears         | 6:4, 6:2         |
| 22. | 25. September 2011 | Seoul             | WTA International | Hartplatz         | Natalie Grandin       | Wera Duschewina Galina Woskobojewa       | 7:65, 6:4        |

## Abschneiden bei Grand-Slam-Turnieren

### Doppel
| Turnier         | 2006 | 2007 | 2008 | 2009 | 2010 | 2011 | 2012 | 2013 | 2014 | 2015 | Karriere |
| --------------- | ---- | ---- | ---- | ---- | ---- | ---- | ---- | ---- | ---- | ---- | -------- |
| Australian Open | —    | 2    | 2    | 1    | 2    | VF   | 2    | AF   | —    | —    | VF       |
| French Open     | 2    | AF   | AF   | 2    | 2    | AF   | 2    | 1    | 1    | 1    | AF       |
| Wimbledon       | 1    | 2    | 2    | 1    | 1    | 2    | AF   | 2    | —    | —    | AF       |
| US Open         | 1    | HF   | 1    | 1    | 1    | 1    | AF   | —    | —    | —    | HF       |

### Mixed
| Turnier         | 2006 | 2007 | 2008 | 2009 | 2010 | 2011 | 2012 | 2013 | Karriere |
| --------------- | ---- | ---- | ---- | ---- | ---- | ---- | ---- | ---- | -------- |
| Australian Open | —    | —    | 1    | 1    | —    | —    | AF   | 1    | AF       |
| French Open     | —    | —    | AF   | 1    | —    | VF   | 1    | —    | VF       |
| Wimbledon       | —    | 1    | 2    | 1    | 2    | 1    | 1    | 1    | 2        |
| US Open         | —    | AF   | VF   | —    | —    | 1    | 1    | —    | VF       |